# Marchas Azadi II del 2022
Las Marchas Azadi (en inglés Azadi March-II (o Haqiqi Azadi March-II; urdu: ۲ حقیقی آزادی مارچ)) es una marcha de protesta secuela de la Marcha Azadi de 2022 I dirigida por el ex primer ministro de Pakistán Imran Khan desde Lahore a Islamabad contra el ministerio de Shehbaz Sharif, tras su negativa a anunciar elecciones generales anticipadas y el nombramiento de un nuevo Jefe del Ejército de Pakistán.
Imran finalmente anunció el 25 de octubre de 2022 que la larga marcha comenzará el 28 de octubre desde Liberty Chowk, Lahore y terminará en Islamabad antes de convertirse en una sentada.

## Puntos de las paradas de las marchas
- Shahdara Bagh (Lahore) 29 de octubre del 2022
- Muridke 30 de octubre del 2022
- Kamoke 31 de octubre del 2022
- Gujranwala 1 y 2 de noviembre del 2022
- Wazirabad  3 de noviembre de 2022
- Gujrat
- Lala Musa
- Kharian
- Jhelum
- Dina
- Sohawa
- Gujar Khan
- Rawalpindi
- Islamabab